# Yasukawa Yu
Yu Yasukawa (安川 有, sinh ngày 24 tháng 5 năm 1988) là một cầu thủ bóng đá người Nhật Bản thi đấu cho Matsumoto Yamaga.

## Thống kê câu lạc bộ
Cập nhật đến ngày 23 tháng 2 năm 2017.
| Thành tích câu lạc bộ | Thành tích câu lạc bộ | Thành tích câu lạc bộ | Giải vô địch | Giải vô địch | Cúp                   | Cúp                   | Cúp Liên đoàn | Cúp Liên đoàn | Khác    | Khác      | Tổng cộng | Tổng cộng |
| Mùa giải              | Câu lạc bộ            | Giải vô địch          | Số trận      | Bàn thắng    | Số trận               | Bàn thắng             | Số trận       | Bàn thắng     | Số trận | Bàn thắng | Số trận   | Bàn thắng |
| Nhật Bản              | Nhật Bản              | Nhật Bản              | Giải vô địch | Giải vô địch | Cúp Hoàng đế Nhật Bản | Cúp Hoàng đế Nhật Bản | J. League Cup | J. League Cup | Khác1   | Khác1     | Tổng cộng | Tổng cộng |
| --------------------- | --------------------- | --------------------- | ------------ | ------------ | --------------------- | --------------------- | ------------- | ------------- | ------- | --------- | --------- | --------- |
| 2011                  | Oita Trinita          | J2 League             | 19           | 0            | 0                     | 0                     | -             | -             | -       | -         | 19        | 0         |
| 2012                  | Oita Trinita          | J2 League             | 26           | 0            | 1                     | 0                     | -             | -             | 2       | 0         | 29        | 0         |
| 2013                  | Oita Trinita          | J1 League             | 24           | 2            | 1                     | 0                     | 4             | 0             | -       | -         | 29        | 2         |
| 2014                  | Oita Trinita          | J2 League             | 31           | 2            | 1                     | 0                     | -             | -             | -       | -         | 32        | 2         |
| 2015                  | Oita Trinita          | J2 League             | 36           | 0            | 1                     | 0                     | -             | -             | 2       | 0         | 39        | 0         |
| 2016                  | Matsumoto Yamaga      | J2 League             | 5            | 0            | 1                     | 0                     | –             | –             | –       | –         | 6         | 0         |
| Tổng                  | Tổng                  | Tổng                  | 141          | 4            | 5                     | 0                     | 4             | 0             | 4       | 0         | 154       | 4         |

1Includes Promotion and Relegation Playoffs.